# حدود سياسية

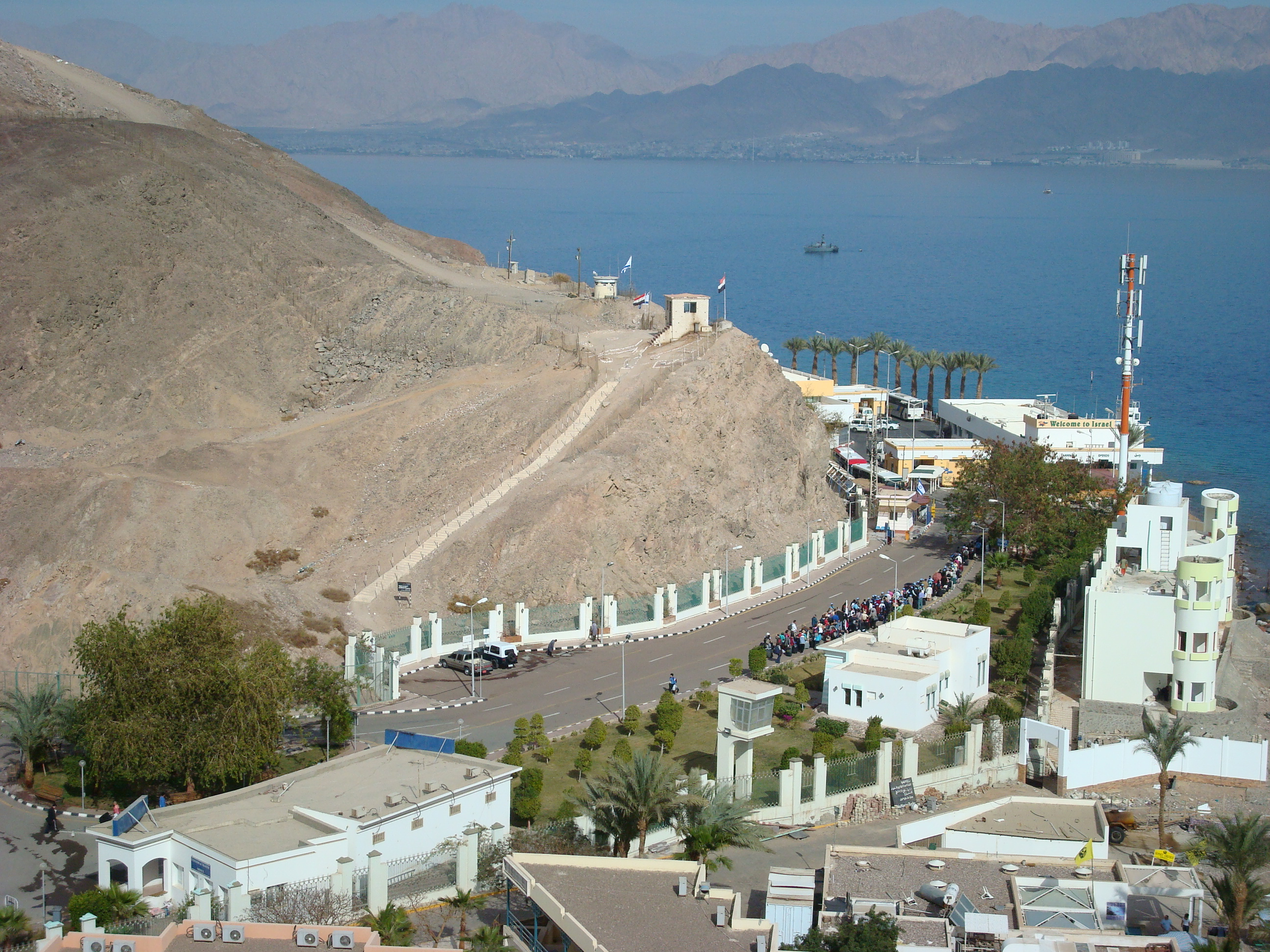
معبر للحد السياسي بين مصر وإسرائيل عند طابا.

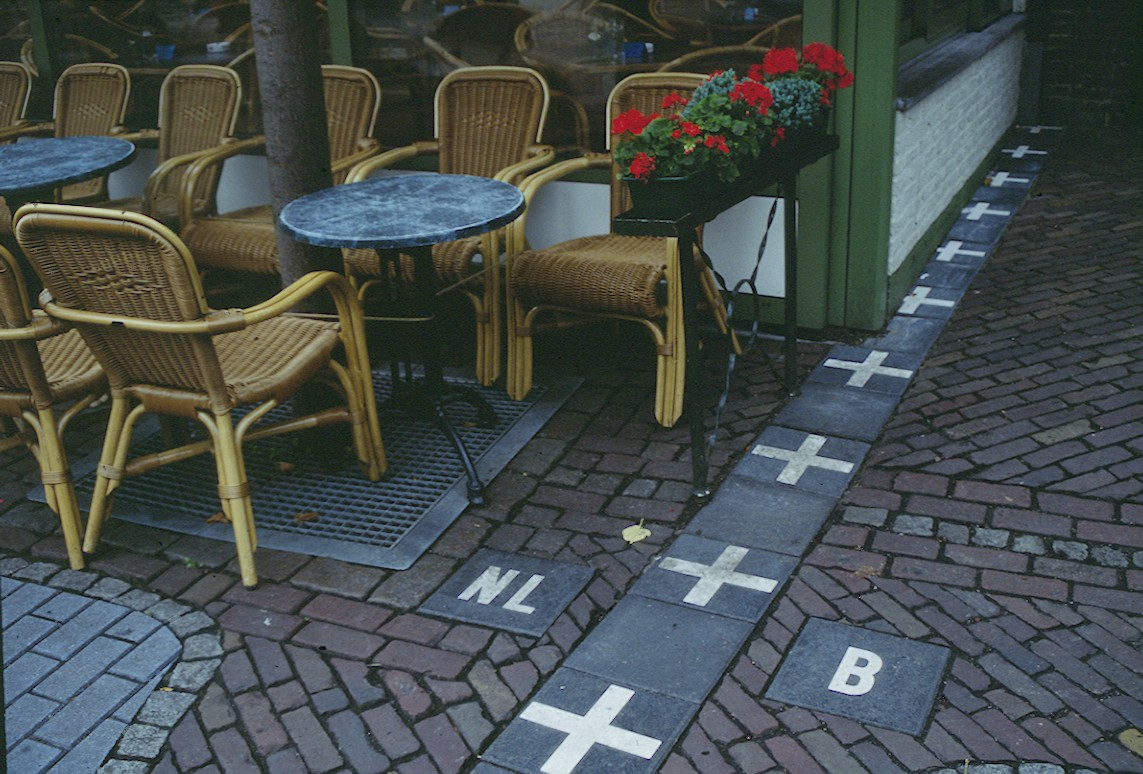
خط الحد السياسي (+ + +) بين بلجيكا (B) يميناً وهولندا (NL) يساراً، ويظهر مقهى على طرف الحدود من جانب هولندا في مدينة بارل نوسو.

الحدود السياسية خطوط وهمية من صنع البشر لا وجود لها في الأصل، وترسم الحدود السياسية خطوطًا متصلة أو مقطعة على الخرائط باستخدام الصور الجوية لتبين الأراضي التي تمارس فيها الدولة سيادتها وتتمتع فيها هذه الدولة وحدها بحق الانتفاع والاستغلال، وذوات خصائص معينة كاللغة والأفكار والميول والاتجاهات والعملة المعتمدة في هذه الدولة. وبفضل تقدم فن تقنية رسم الخرائط صارت أغلب الحدود السياسية في العالم التي تفصل بين الدول واضحة المعالم محددة بدقة.
يدخل من ضمن أراضي الدولة ورقعتها السياسية المسطحات المائية التي تقع داخل حدودها السياسية، سواء كانت أنهاراً أو بحيرات أو قنوات مائية، وكذلك أجزاء البحار التي تجاور شواطئها والتي تعرف بالمياه الإقليمية، وطبقة الجو التي تعلو هذه الرقعة السياسية المحددة. وعند هذه الحدود تنتهي سيادة الدولة وتبدأ سيادة دولة أخرى مجاورة لها بما لها من نظم سياسية واقتصادية خاصة بها وقوانين مختلفة.

## الحدود والتخوم

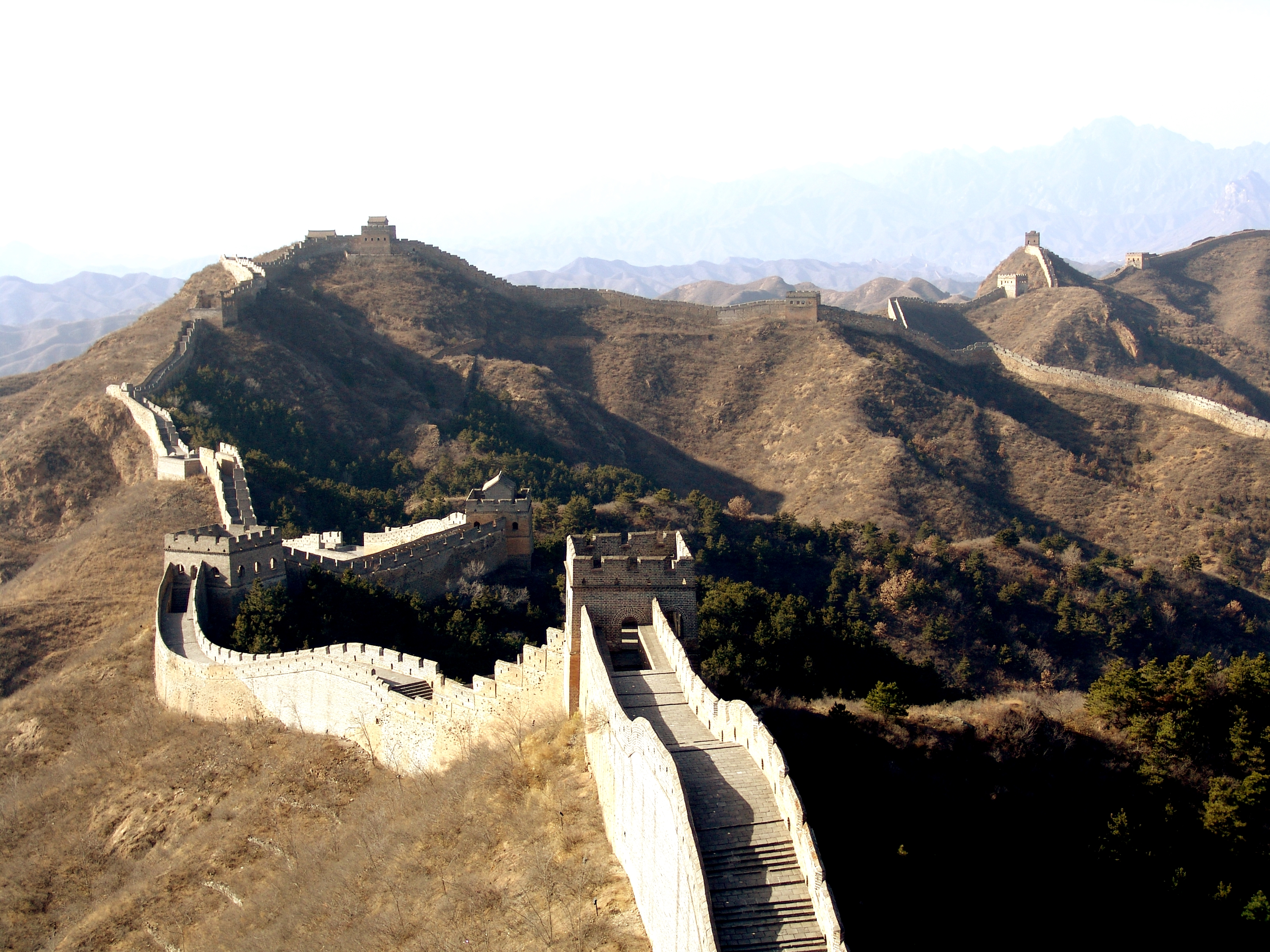
كان يعتبر سور الصين العظيم حداً للتخوم بين الصين والبلدان المحيطة بها، ولصد هجمات المعتدين.

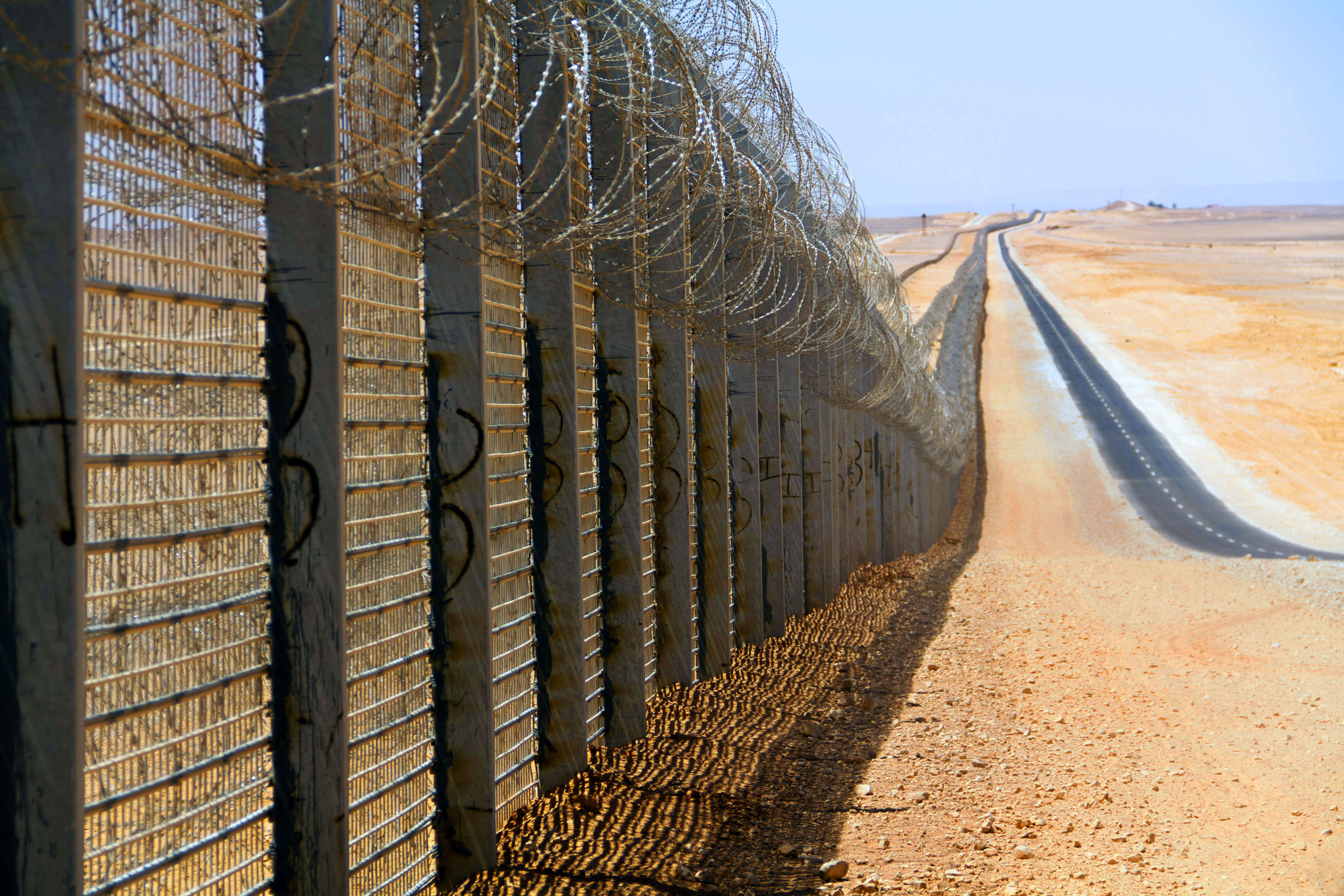
السور المعدني الذي يُمثل الحدود بين مصر وإسرائيل.

ترجع فكرة إقامة الحدود منذ القرن التاسع عشر، كما أن إجراءات السفر وما يرتبط بها من مشكلات التنقل من دولة إلى أخرى لم تكن شائعة حتى نهاية القرن التاسع عشر. والدول لم تعهد سابقاً الخطوط للفصل فيما بينها، بل كانت متعارفة على إقليم التخوم، ولم يكن بينهما من هذه الأقاليم إلا نقاط معينة تنفذ من خلالها التجارة وتقام عندها الجمارك.
ويعرف الحد في اللغة العربية بأنه الفصل بين الشيئين لئلا يختلط أَحدهما بالآخر أَو لئلا يتعدى أَحدهما على الآخر، وجمعه حُدود. أما التخم -وجمعه تخوم- فهو الفصل بين الأرضين من الحدود والمعالم.
والحدود كمصطلح جغرافي تعنى حافة الإقليم السياسي للدولة، كما أنَّ الحدود تسهم في خلق شخصيات جغرافية مميزة حضارية على جانبيه. ويتضمن المفهوم التاريخي للحدود على أنها تمثل انعكاسات لتعامل الدولة وتوسعها وانكماشها وتجزئتها، وتعبر عن فلسفتها ودرجة قوتها أو ضعفها خلال مراحل زمنية متتابعة.
وهناك فروق جوهرية بين الحدود والتخوم. فكلمة تخوم توصف بأنها الواجهة المتقدمة لحضارةً ما. أما الحدود فهي توصف بأطراف الأراضي أو الإقليم الذي تحده. وبذلك تقوم التخوم في اتجاه الخارج، والحدود في اتجاه الداخل بالنسبة للدولة.
كذلك هناك عدة فروق اصطلاحية بين الحدود والتخوم، هي:
- أن اصطلاح التخوم شاع في الماضي، بينما اصطلاح الحدود حديث نسبياً، حيث أن التخوم ظاهرة تاريخية اختفت في الوقت الحاضر، لأن يابس الأرض جرى تتبعه لكل الدول، وحلت الحدود السياسية محل الحدود.
- تمثل الحدود خطوطاً واضحة المعالم، ومحددة في الفصل بين الدولتين، أما التخوم فهي مناطق وصل تشبه المنطقة المحايدة.[10]
- الحد السياسي ظاهرة بشرية لأغراض سياسية، بينما التخوم ظاهرة طبيعية ارتبطت بالمواقع الوعرة غير الصالحة للاستيطان البشري، كالصحاري والجبال الشاهقة الارتفاع.[11]

وفي ظل الإمبراطوريات الكبرى القديمة، كانت مناطق التخوم تقع ما بين إمبراطورية وأخرى، أو كانت مناطق تجَاور مع كيانات خارجية أقل حجماً. وفي العصور الحديثة قد استبدلت التخوم بالحدود السياسية في كل أرجاء الأرض، إلا من آخر التخوم وهي الموجودة في القارة القطبية الجنوبية، وكذلك الحدود في أعالي البحار والفضاء الخارجي.

## معايير تخطيط الحدود السياسية

تغير الحدود السياسية في قارة أمريكا الشمالية منذ سنة 1750 حتى الآن، والمعيار المسيطر لتغيير الحدود عبر السنين هو معيار القوة ثم المعيار الهندسي.

هناك خمسة معايير رئيسية لتخطيط الحدود هي:
- المعيار الطبيعي، وهو ما يتعلق بتخطيط الحدود حسب التضاريس.
- المعيار القومي، وهو ما يتعلق بتأثير الحدود على الأمن القومي للبلاد.
- المعيار التعاقدي.
- المعيار الهندسي، أي شكل الحدود من الناحية الهندسية.
- معيار القوة.

وهذه المعايير ليست معزولة عن بعضها البعض، إذ أن جميع الحدود في خريطة العالم السياسية إنما تعكس معيار قوة صانعها. أما فكرة الحدود الطبيعية، فهي وليدة فرنسا في القرن الثامن عشر الميلادي، عندما كانت تمثل إحدى أقوى الدول الأوربية، ورأت أن من حقها الادعاء بحيز أكبر من ما أسمته «الإقليم الطبيعي».
ظهرت الحدود القومية كرد فعل ألماني لسياسة فرنسا التوسعية. أي أن ألمانيا حددت حدودها على أساس القومية الألمانية للحد من التوسع الفرنسي. أما الحدود التعاقدية الهندسية فترتبط بالقوى الاستعمارية وتنافسها العسكري، حيث كانت ترسم حدود المستعمرات بالتعاقد بين القوى الاستعمارية عندما كانت تتلاقى نفوذ القوى الاستعمارية، وذلك دون الاستناد لأي معيار طبيعي أو معيار قومي وبشري. ومن هنا ظهرت الحدود الهندسية التي تستند إلى خطوط الطول ودوائر العرض. وبناءً على ذلك نجد أن العديد من الجماعات العرقية الواحدة أو الشعب الواحد على سبيل المثال قد قطع أوصاله وشتت على دول مختلفة، وفق تجاهل لكل ما هو قومي أو طبيعي.
هناك أربعة معايير أساسية لترسيم الحدود السياسية، أولهم المعيار الإستراتيجي في فترة ما قبل الحرب العالمية الأولى، والمعيار الإثنوغرافي الحضاري في فترة ما بين الحربين العالميين، والمعيار الاقتصادي في الوقت الحاضر، أما المعيار الرابع فهو القوة والقهر والاتفاقات غير المتكافئة.

## مراحل تخطيط الحدود السياسية
يمكن تقسيم مراحل تخطيط الحد السياسي بين دولتين إلى أربع:
- مرحلة التعريف: وهي مرحلة صياغة معاهدة الحدود بين الدول الأطراف، وتتضمن المعاهدة وصفاً للحد والمنطقة التي يخترقها ومساره. وكلما كان الوصف تفصيلياً ودقيقاً ومتضمناً إحداثيات جغرافية تحدد مسار الحد السياسي، كلما كانت احتمالات النزاع بين الدولتين قليلة.
- مرحلة التحديد: وهي تتضمن عملية توقيع الحد من مجرد نص في المعاهدة إلى خط على الخرائط. ويمكن تضمين هذه المرحلة ضمن المرحلة السابقة.
- مرحلة التعيين: تتضمن تلك المرحلة تحديد خط الحدود أو تعيينه على الطبيعة باستخدام طرق مختلفة، كالأسلاك الشائكة أو الأعمدة الخرسانية أو الأسوار وغير ذلك.
- مرحلة إدارة الحد: وهي مرحلة دائمة تتضمن المحافظة على الحد الخطي السياسي، ودوام فاعليته وحراسته.

## وظائف الحدود السياسية
تؤدي الحدود السياسية للدول عدة وظائف، منها ما هو اقتصادي، ومنها ما هو دفاعي، ومنها ما هو ثقافي.

### الوظيفة الأمنية

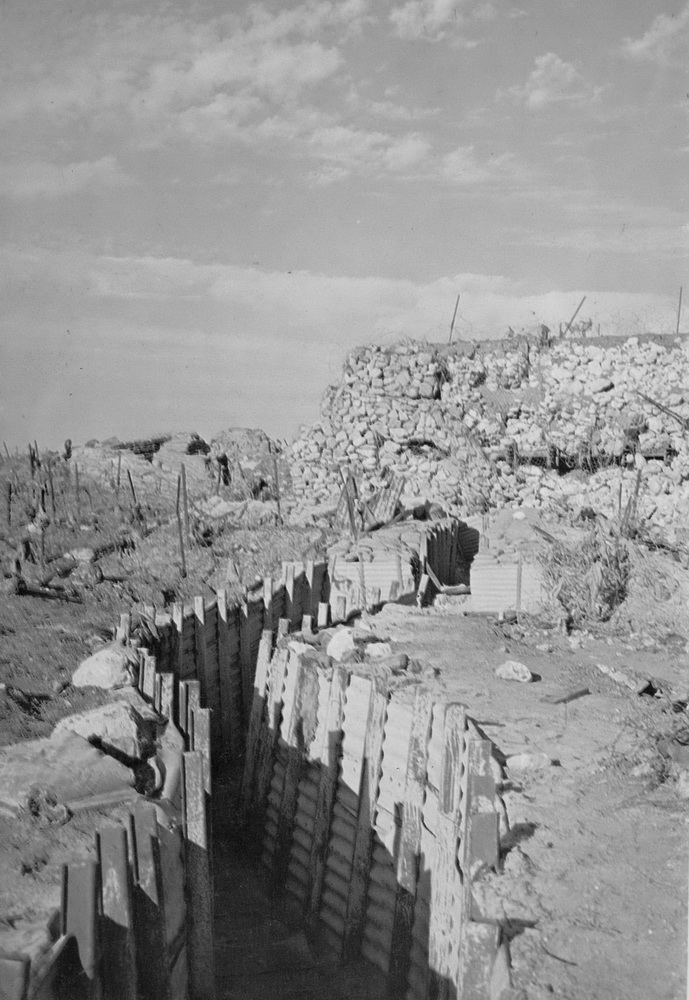
إحدى الخنادق الموجودة في خط بارليف.

خط الحد السياسي لقطاع غزة مع مصر وإسرائيل، ويتحكم به المعابر من كل جانب لتحجيم العبور وتشديد المراقبة.

ارتبطت الوظيفة الأمنية بفكرة إنشاء الحدود السياسية الخطيّة، وكان الهدف هو تحقيق حدود آمنة بإقامة تحصينات عسكرية دفاعية، مثل خط بارليف التي حاولت إسرائيل تطبيقه لفصل سيناء عن مصر بعد نكسة 1967 حتى انهياره في بداية حرب أكتوبر 1973. ومع التطورات التقنية الحديثة في فنون الحرب وصناعة السلاح من حيث المدى والسرعة والفاعلية، سقطت نظرية الحدود الآمنة.
وكلما كان طول حدود الدولة قصيراً بالنسبة لمساحتها، كلما قل ذلك من أعباء الدفاع عن حدود تلك الدولة، ويحقق الشكل الدائري للدولة أقصر حدود سياسية ممكنة. وكلما انحرف شكل الدولة عن الشكل الدائري كلما زادت الأعباء الدفاعية من جراء زيادة طول الحدود السياسية، ويمكن التعرف على مدى الأعباء الإضافية التي تتحملها الدولة بزيادة أطوال حدودها بمقارنة طول الحدود الفعلية للدولة بطول حدودها النظرية في حال افتراض اتخاذ الدولة بذات مساحتها الدائري.
وقد وضع بوجز (بالإنجليزية: Boggs) معامل احتكاك الحدود بضرب الكثافة الحسابية العامة لسكان الدولة في نسبة حدودها البرية إلى مساحتها وذلك للاستدلال على منعه الحدود من عدمه. وكلما زادت قيمة هذا المعامل كلما زادت فرصة الاحتكاك على الحدود، وليس لهذا المعامل قيمة فهو نسبي بمقارنة الدول ببعضها.
ولا تقتصر الوظيفة الأمنية الإستراتيجية للحدود على النواحي العسكرية، بل تمتد إلى النواحي المدنية، إذ تقام على الحدود المحاجر الصحية ونقاط التفتيش الصحي، وذلك لمنع دخول الأمراض القادمة من الخارج عن طريق الأفراد أو الحيوانات، والتي قد تصيب الإنسان أو النبات أو الحيوان داخل الدولة، ويمكن أن يُحدِث وباء واسع الانتشار. كما توجد على طول الحدود نقاط المراقبة لحماية أراضي الدولة من كل معتدٍ أثيم. وبذلك تمنع -نسبياً- دخول الأشخاص غير المرغوب فيهم وتحول دون هروب المواطنين منها لسبب أو لآخر.

### الوظيفة الاقتصادية
تحيط الحدود السياسية بالأراضي التي يحق للدولة استغلالها اقتصادياً، كذلك تحدد لحماية موارد الدولة المالية العامة كالتعريفات الجمركية والدعم السلعي والمواصفات والقواعد القانونية والرقابية، كذلك التفاوت الاقتصادي بين دولة وأخرى بسبب العوامل الجغرافية. وأيضاً لمنع تضارب مصالح الدول عند استغلال مواردها الاقتصادية في مناطق الحدود. فإنه ينبغي التدقيق في عملية تخطيط الحدود السياسية لمنع نشوب منازعات مع دول الجوار بشأن استغلال تلك الموارد، إلا أن تحقيق ذلك يصبح متعذراً أحياناً في حالة وجود موارد تمتد عبر الحدود، مثل وجود حقل بترول، كحقل الرميلة بين الكويت والعراق، وهنا تطرح بدائل لمواجهة تلك المشكلة، إما باقتسام العوائد الصافية للإنتاج، أو بتحديد حصص متكافئة من الإنتاج لكل دولة.
وتلعب الحدود دوراً مهماً في حماية النظم الاقتصادية المتميزة للدولة، وتنطوي تلك النظم على قوانين وسياسات تتعلق بالأجور وسعر العملة والاستثمار والتجارة الداخلية والخارجية، كما تنظم تلك الحدود التبادل التجاري بين الدول بأشكاله المختلفة.

### الوظيفة الثقافية
من الأمور المنوطة بالحدود السياسية تنظيم انتقال الأفراد والأفكار بقدر تنظيمها لانتقال السلع، وبالتالي فإن أحد أهم وظائف الحدود هو الحفاظ على الهوية الثقافية للدولة، بقدر حمايتها لمصالحها الاقتصادية، إلا أن هناك بعض الحدود السياسية التي ساهم في صنعها الاستعمار في الحقبة الاستعمارية التي رُسمت في واقع ثقافي لا يمت لها بِصلة، لأنها تركت حدوداً مصطنعة، وكيانات سياسية جديدة، لذلك كانت المشكلات التي خلفها الاستعمار معقدة ومتشابكة. فالمشكلات لا تعني الحدود السياسية فقط، بل تعني كل ما نتج عن تلك الحدود من كيانات سياسية وتكوينات اجتماعية. كالحدود التي تفصل بين الدول العربية مثلاً الذي هو في الأصل أمة واحدة مزقتها الدول الاستعمارية.
وقد ترتب على التقدم الكبير في تقنيات الاتصالات -وخاصةً الفضائيات- تحطم الحواجز الجغرافيّة والحدود السياسية أمام الوارد الثقافي من خارج البلاد، ولم يعد أمام الدول التي تحرص على الحفاظ على هويتها الثقافية إلا أن تتقدم في العلم لتقديم بديل ثقافي أرقى، أو لسد منافذ الاقتحام الثقافي والإعلامي الخارجي غير المرغوب فيه.

## تصنيف الحدود السياسية

### تصنيف الحدود السياسية بين البرية والبحرية
يمكن تمييز نمطين من الحدود السياسية:
- الحدود البريّة: وهي التي تفصل بين الدول على يابس الخريطة السياسية للعالم، أي أنها تقتصر على الحدود بين الدول في قارات العالم، ويُطلق عليها أيضاً الحدود في الرمال (بالإنجليزية: Lines in the Sand).[40]
- الحدود البحرية: وهي الحدود التي تحدد نطاق الولاية البحرية للدولة التي تطل على ساحل بحر أو محيط. ويطلق عليها أحياناً خطوط في البحر (بالإنجليزية: Lines in the Sea). وهي تتضمن خطوط الأساس، وحدود الحافة القارية، أو المنطقة الاقتصادية الخالصة، والحدود بين الدول ذات السواحل المتجاورة والمتقابلة.[41]

ويجمع بين الحدود البرية والحدود البحرية أوجه شبه، كما يميز بينهما نقط تباين واختلاف. ووجوه الشبه قليلة، منها أن الهدف من رسم الحدود سواء في البر أو البحر واحد، وهو تأمين حدود الدولة. وأن الأسانيد والحجج المستخدمة في الحالتين متشابهة، كالأسانيد التقنية والتاريخية والاقتصادية والثقافية والقانونية. وأنه في حالة عدم توصل الدول الأطراف إلى اتفاق ثنائي، فإنها تلجأ إلى التحكيم، أو إقامة منطقة محايدة تقتسم مواردها.

### التصنيف المورفولوجي للحدود السياسية
يمكن تصنيف الحدود السياسية شكلياً إلى أربعة تصنيفات رئيسية:

### الحدود الطبيعية
هي الحدود التي رسمت بالاعتماد على بعض الظاهرات الجغرافية الطبيعية كالجبال والأنهار وغيرها، ويطلق عليها أيضاً الحدود الفيزيوغرافية. إلا أن التصنيف غير دقيق في واقع الأمر، لأن كل الحدود صناعية غير طبيعية لأنها من صنع الإنسان، ولا توجد حدود تفصل بين البلدان في الأصل.
الحدود مع الجبال

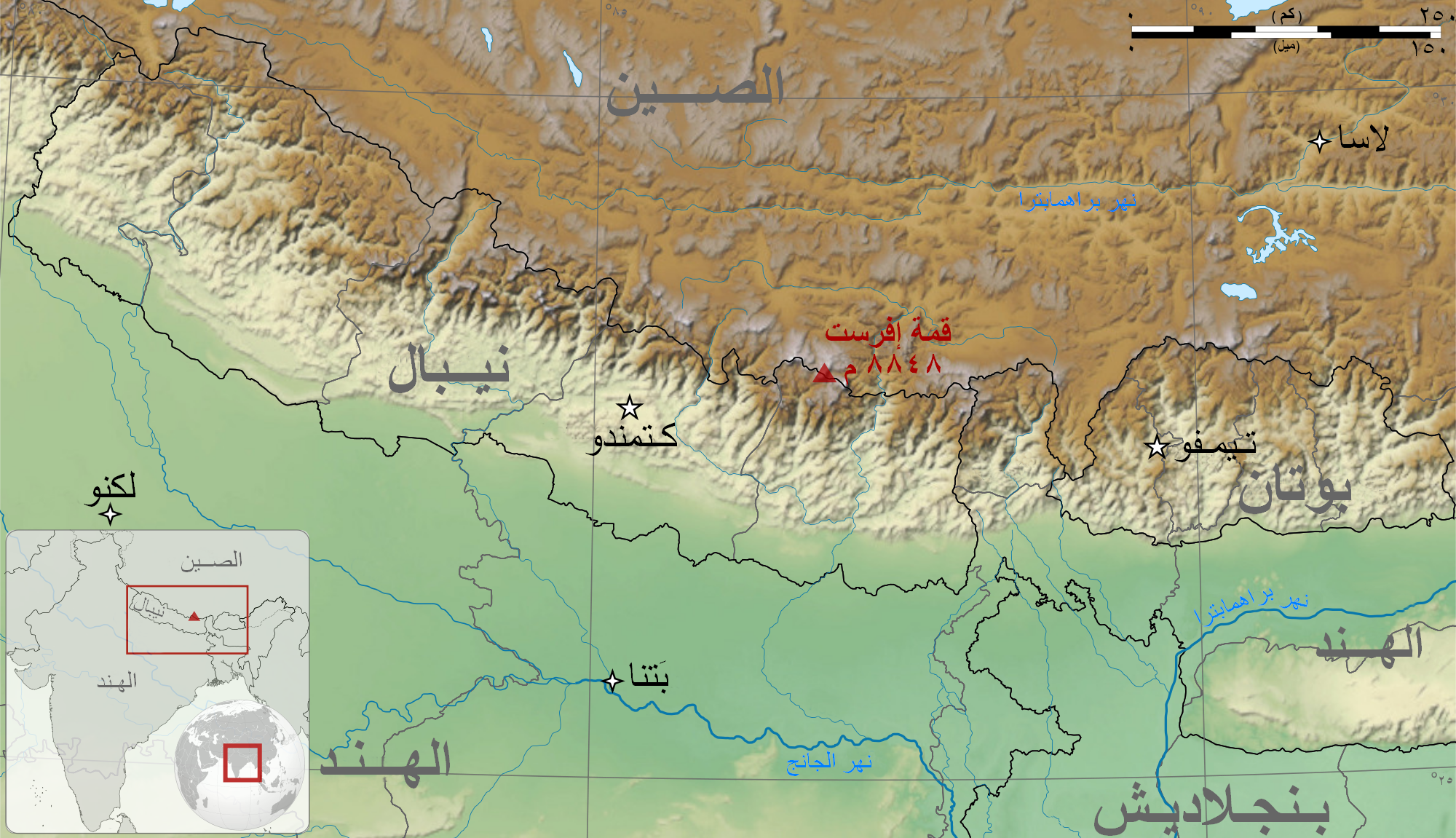
الحدود السياسية في جبال الهيمالايا.

تمتاز الجبال بأنها ظاهرة بارزة ووعرة وصعبة العبور، مما يجعلها لتكون حدود فاصلة بين الدول. وهناك أمثلة كثيرة على الحدود مع الجبال. كالحدود بين الصين والهند مع جبال الهيمالايا، والحدود بين تشيلي والأرجنتين مع جبال الإنديز. وتتميز الحدود الجبلية بالمنعة النسبية.
وهناك بعض العوائق والعقبات التي قد تواجه عملية تخطيط حد سياسي في الجبال، لأن الجبال تشغل مساحات؛ بينما الحدود تمثل خطوط. لذلك فإن الأمر يتطلب اتفاق الدولتين الطرفين في الحد السياسي على خط سير الحد عبر السلسة الجبلية أو الجبل، ومدى اتفاق الحد السياسي مع خط تقسيم المياه، أو سيره عند أقدام الجبل.
ويعيب الحدود الجبلية تمزيقها لأوصال بعض الجماعات البشرية المتجانسة وتقسيمها بين عدة دول، وعرقلة حركتها، بالإضافة إلى بعض العقبات الفنية حول تحديد ضيق لبعض الاصطلاحات المستخدمة، كخط تقسيم المياه والحواف وأقدام الجبال وأعلى القمم. فضلاً عن تأثير عوامل التعرية مع الزمن على تغير موضع الحد السياسي بتغير موضع خط تقسيم المياه.
الأنهار كحدود دولية

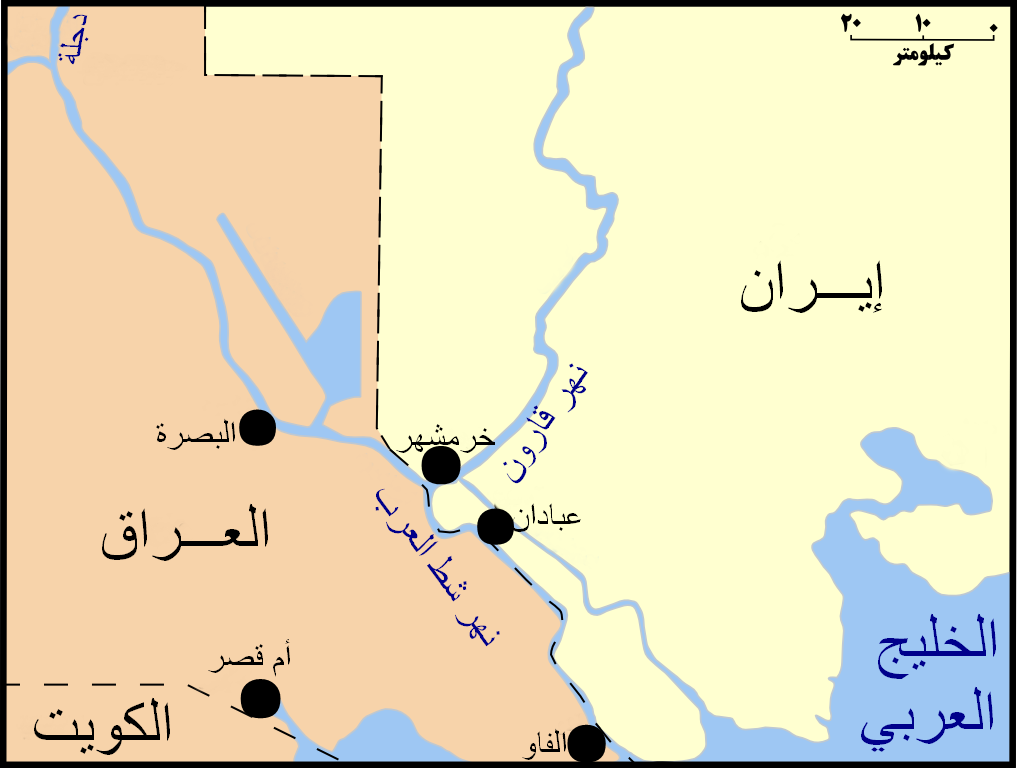
خط الحدود السياسية يمر وسط نهر شط العرب، ليفصل بين العراق وإيران.

تتفق بعض الحدود السياسية مع الأنهار. وبرغم ما تتمتع به الأنهار من مميزات، من حيث كونها ظاهرات واضحة على الخرائط وفي الطبيعة، إلا أن هناك بعض العوائق التي تعتري اتخاذ مجاري الأنهار حدود سياسية، منها أن الأنهار في الأصل هي عوامل وصل وتوحيد أكثر منها عوامل فصل وقسيم. مما يترتب عليه الفصل التعسفي بين جماعة عرقية واحدة حول المجرى النهري. مثل ذلك مشكلة عربستان، حيث تفصل الحدود في شط العرب بين مجموعات عربية أصلها في العراق وامتدادها في إيران الحالية.
ويسير خط الحدود في الأنهار إما مع ضفة من ضفتي النهر، أو مع الخط الأوسط للنهر، أو مع خط وسط المجرى الملاحي، وهو ما يعرف بخط الثالوج.
ومن الملاحظ أن الأنهار غير مستقرة، حيث أنها تغير مجراها كل فترة من الزمن، كما أن ضفافها غير ثابتة بسبب الفيضان والنحت والإرساب. ويعد نهر الريو غراند الذي تسير معه الحدود السياسية بين الولايات المتحدة الأمريكية والولايات المتحدة المكسيكية  من أوضح الأمثلة على تغيير الأنهار لمجاريها.
وقد اتخذت العديد من الدول مجاري الأنهار أو قطاعات منها حدوداً سياسية بينها، معظمها في صراعات حدودية فيما بينها، ومن أمثلة ذلك:
- نهر الدانوب وروافده بين دول شرقي أوروبا.[48]
- نهر السنغال بين السنغال وموريتانيا.[49][50]
- نهر ميكونغ بين كل من تايلاند وكمبوديا وفيتنام ولاوس وميانمار.[51]
- نهر شط العرب بين العراق وإيران.[52]

### الحدود الهندسية

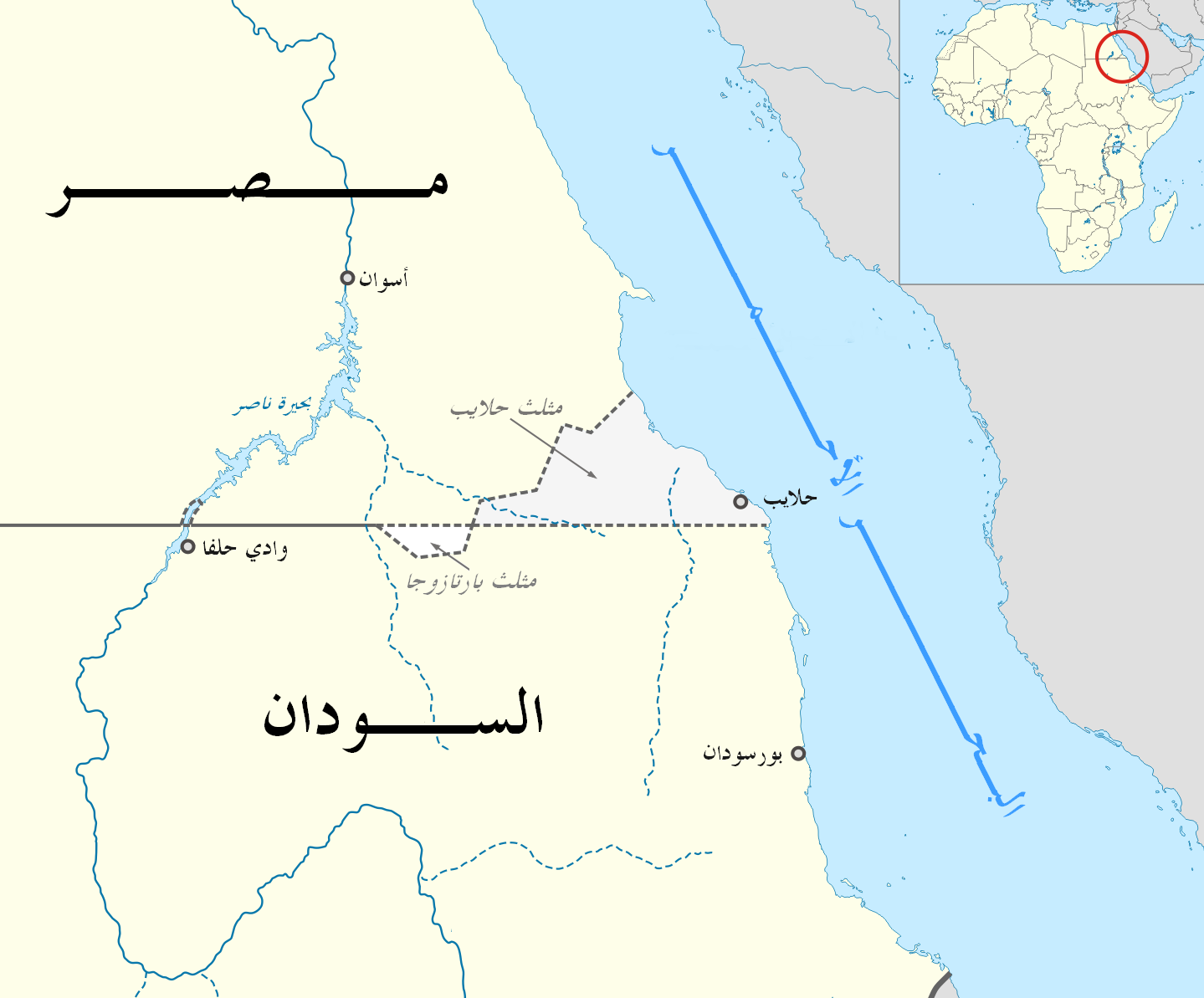
مثلث حلايب تطالب به السودان من مصر.

تبدو الحدود الهندسية في أشكال مختلفة هي:
- حدود فلكية بحتة تتفق مع خطوط الطول ودوائر العرض،[53] ويشيع هذا النمط في أفريقيا وأمريكا الشمالية وأوقيانوسيا. وأطول الحدود الفلكية في العالم هي الحدود بين كندا والولايات المتحدة الأمريكية.
- خطوط مستقيمة تصل بين نقطتين معلومتين، أو مماسات دوائر، أو أقواس في دائرة معلومة المركز.
- حدود على أبعاد متساوية من ساحل أو سلسلة جبلية.[54]

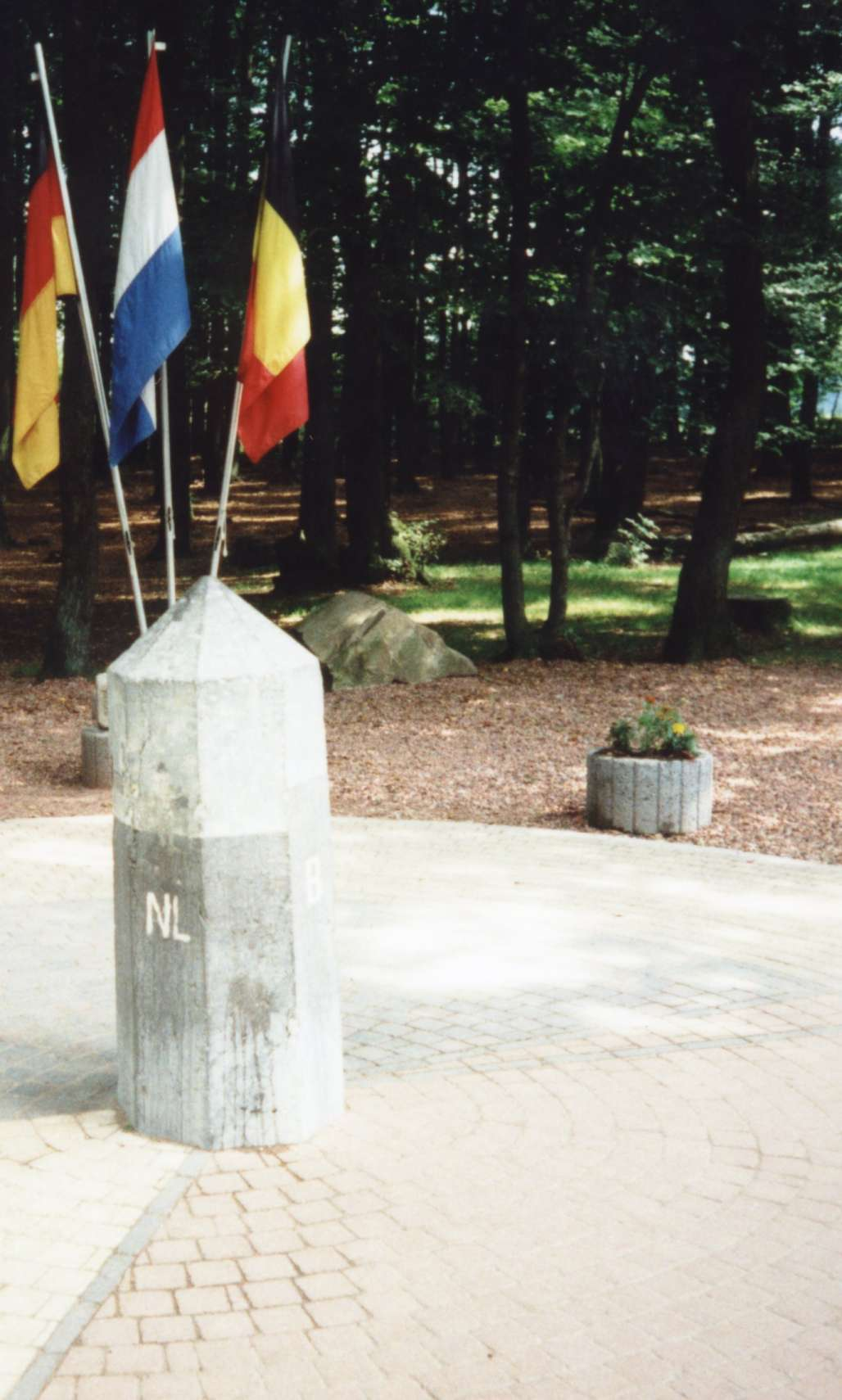
نقطة التقاء حدود بلجيكا وهولندا وألمانيا، أي لثلاثة شعوب مختلفة لكل منهم حضارته ولغته الخاصة. كذلك الامتداد الرأسي للفضاء الجوي للنقطة المشتركة يقسّم على الدول الثلاث، ويتجه الحيز الجوي لكل منهم أفقياً نحو الداخل.

وتتميز الحدود الهندسية بالاستقامة الواضحة، وتجاهلها للظروف الطبيعية والبشرية التي تمر بها، وإن تميزت كذلك بسهولة التخطيط. فقد ظهرت على قطاعات من تلك الحدود الهندسية مشكلات الفصل بين مناطق متصلة بشرياً واقتصادياً، كالحد المصري السوداني الذي يسير مع خط عرض 22° شمالاً، وفي طرفه الشرقي تكمن مشكلة مثلث حلايب القاطنة بقبائل البشارية والعبابدة والبجا  التي تجول ما بين مصر والسودان دون اعتبار للحدود.

### الحدود الحضارية
وتسمى أيضاً بالحدود الإثنوغرافية، وهي الحدود التي رُسمت لفصل مجتمعين سياسيين متجاوريين يتحدث كل منهما بلغة مختلفة، أو يدين كل منهما بدين مختلف، أو يميز بينهما عوامل ثقافية أخرى. وظهر هذا النوع من الحدود بعد الحرب العالمية الأولى. ويعده بعض الجغرافيون من أفضل أنواع الحدود السياسية لقلة المشكلات الحدودية به.
ومن أشهر الأمثلة على الحدود الحضارية هي الحدود في قارة أوروبا، خصوصاً في وسط أوروبا، فقد رسمت على أساس اختلاف اللغات بين شعوب أوروبا.

### الحدود الجوية
وهي الحدود في الفضاء الجوي، أي أن لكل دولة لها الحق في السيادة الكاملة الخالصة على الفضاء الجوي فوق إقليمها. وبناء على ذلك فإن الامتداد الأفقي للفضاء الجوي يتحدد على اليابس بحدود الدولة البرية، بينما يتحدد في البحر بالحد الخارجي للمياه الإقليمية. أما في حالة الدول الحبيسة فيتم تحديد الامتداد الأفقي بالحدود مع الدول المجاورة. وبطبيعة الحال فإنه في حالة وجود بعض النزاعات حول امتداد الحدود السياسية أو نشوب نزاعات إقليمية، فإن تلك النزاعات سوف تمتد إلى الفضاء الجوي فوق منطقة النزاع.

## معرض الصور

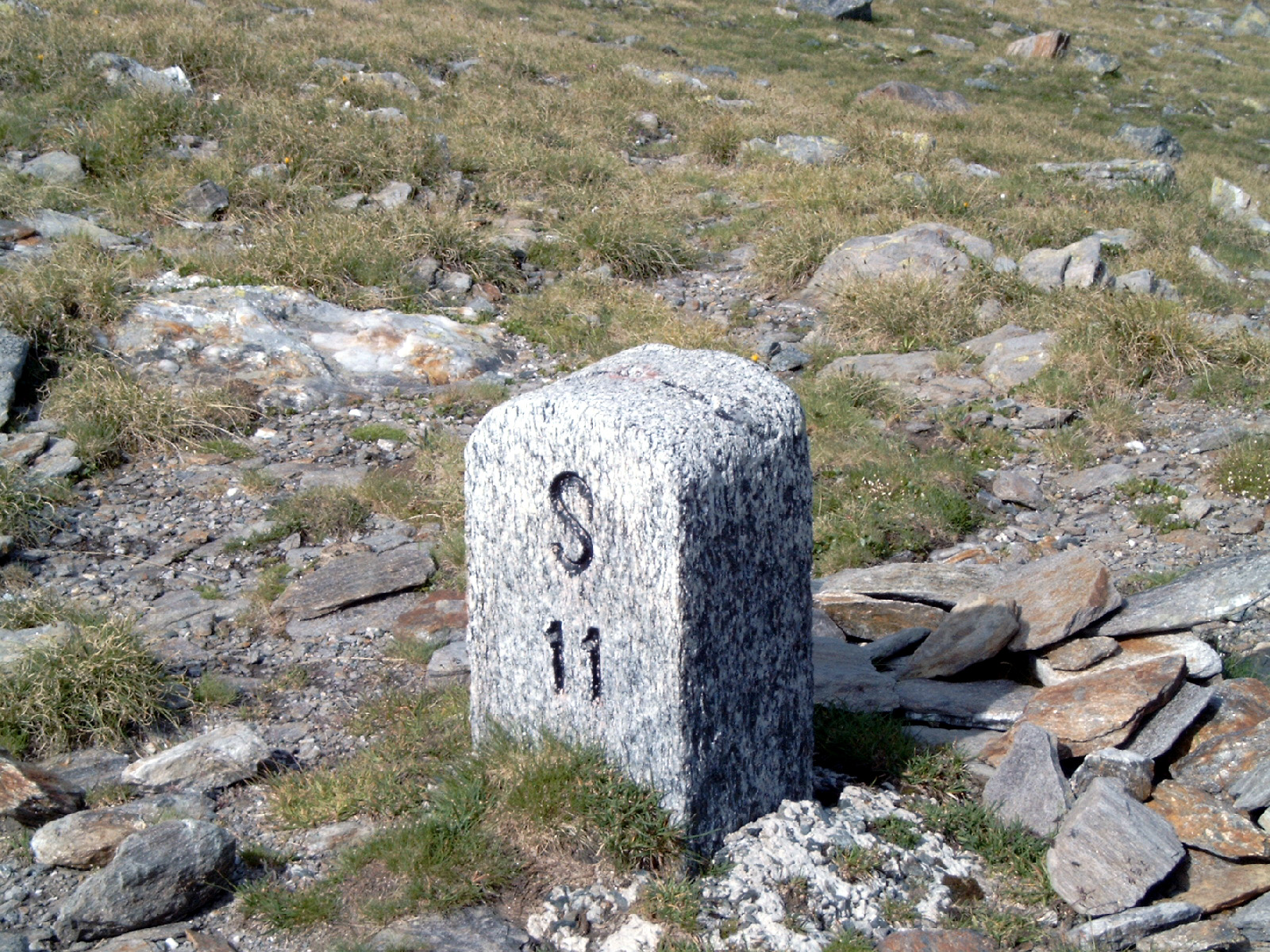
إحدى العلامات الحدودية بين سويسرا وإيطاليا.
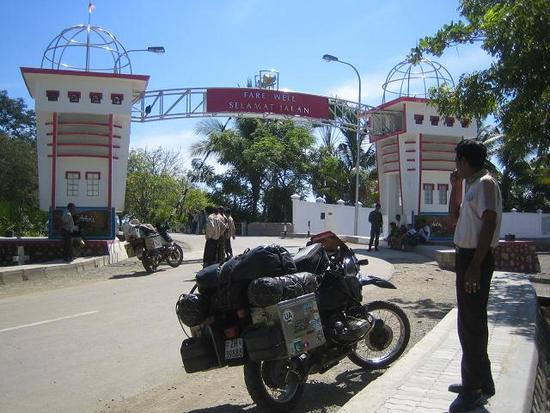
بوابة مقامة على معبر للحدود بين إندونيسيا وتيمور الشرقية.
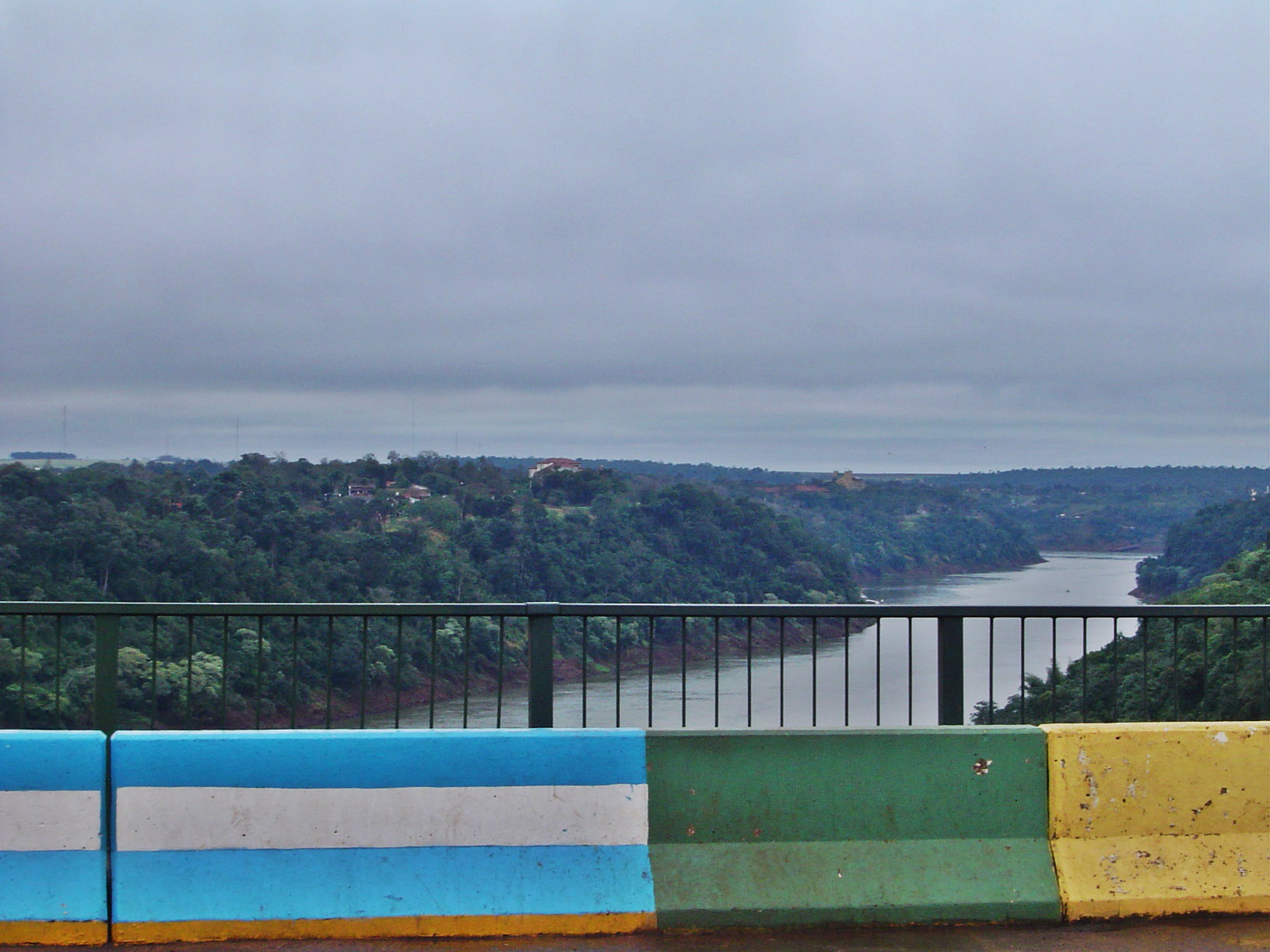
الحدود النهرية بين البرازيل والأرجنتين على جسر يربط بين ضفتي نهر إيغوازو.
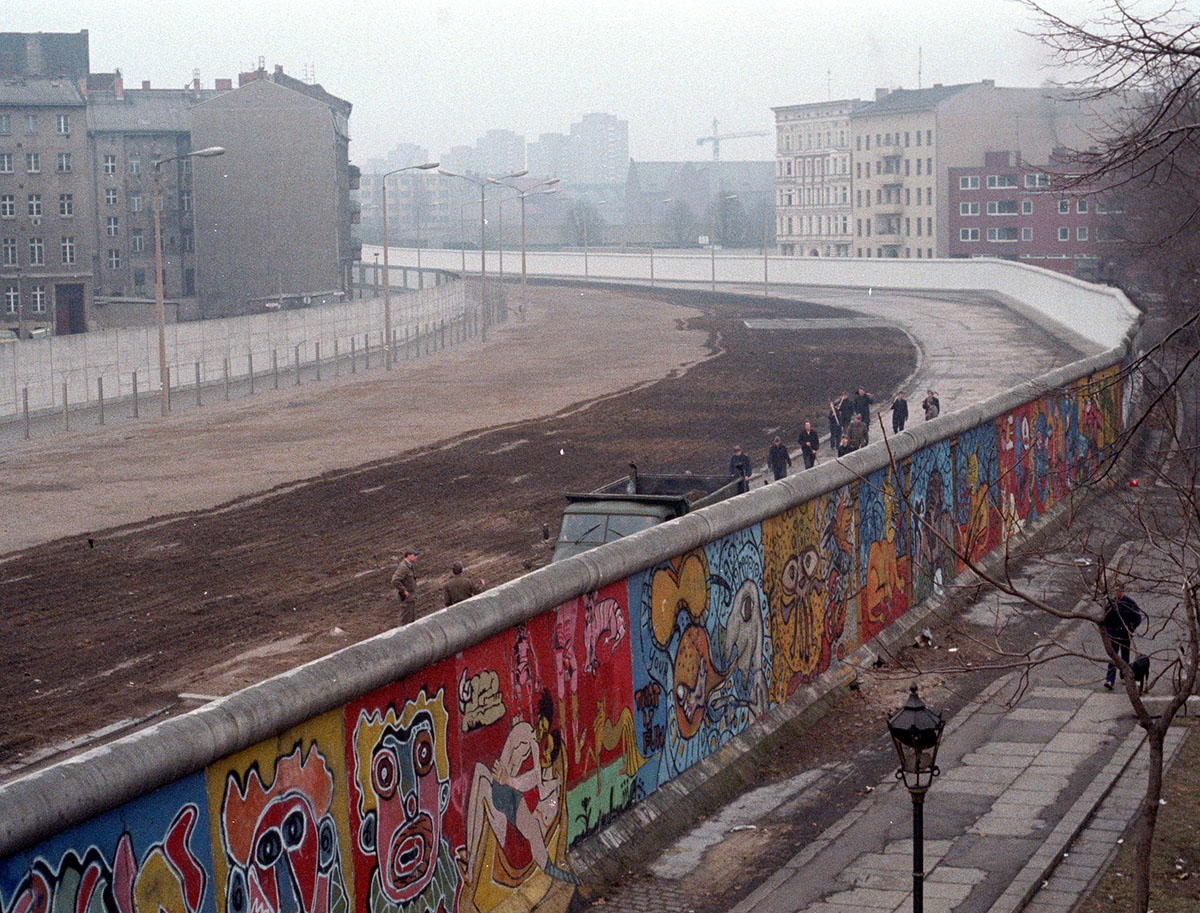
جدار برلين الفاصل بين ألمانيا الشرقية وألمانيا الغربية قبل توحيدهما.
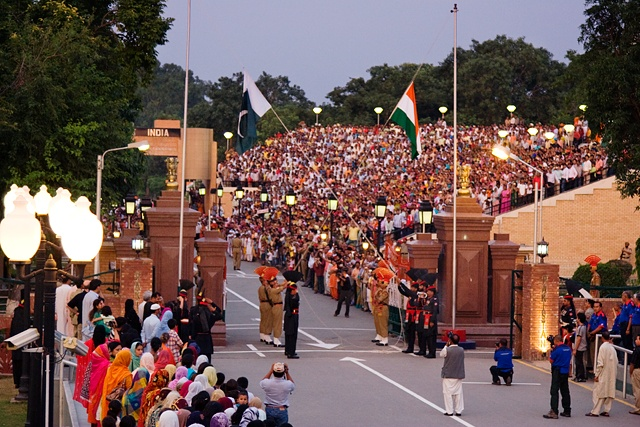
الحدود الهندية - الباكستانية.
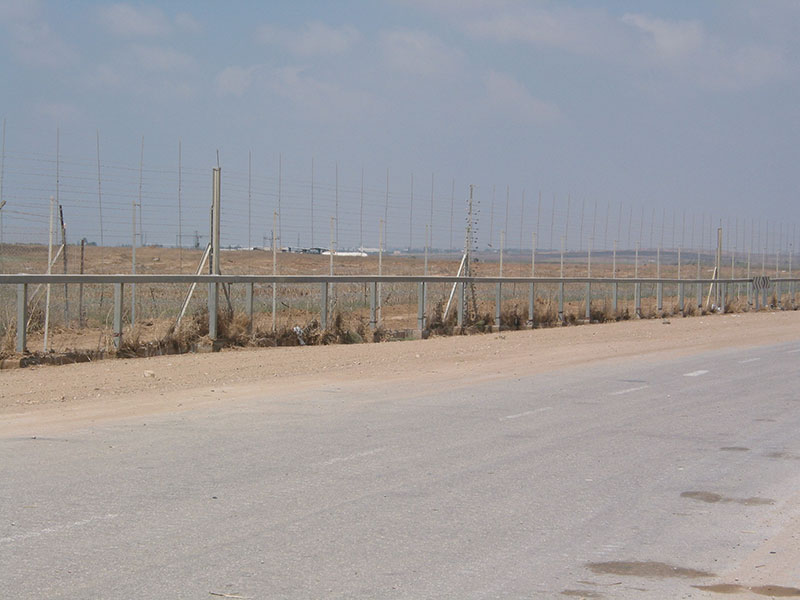
سياج يفصل بين قطاع غزة وإسرائيل قرب معبر كارني.
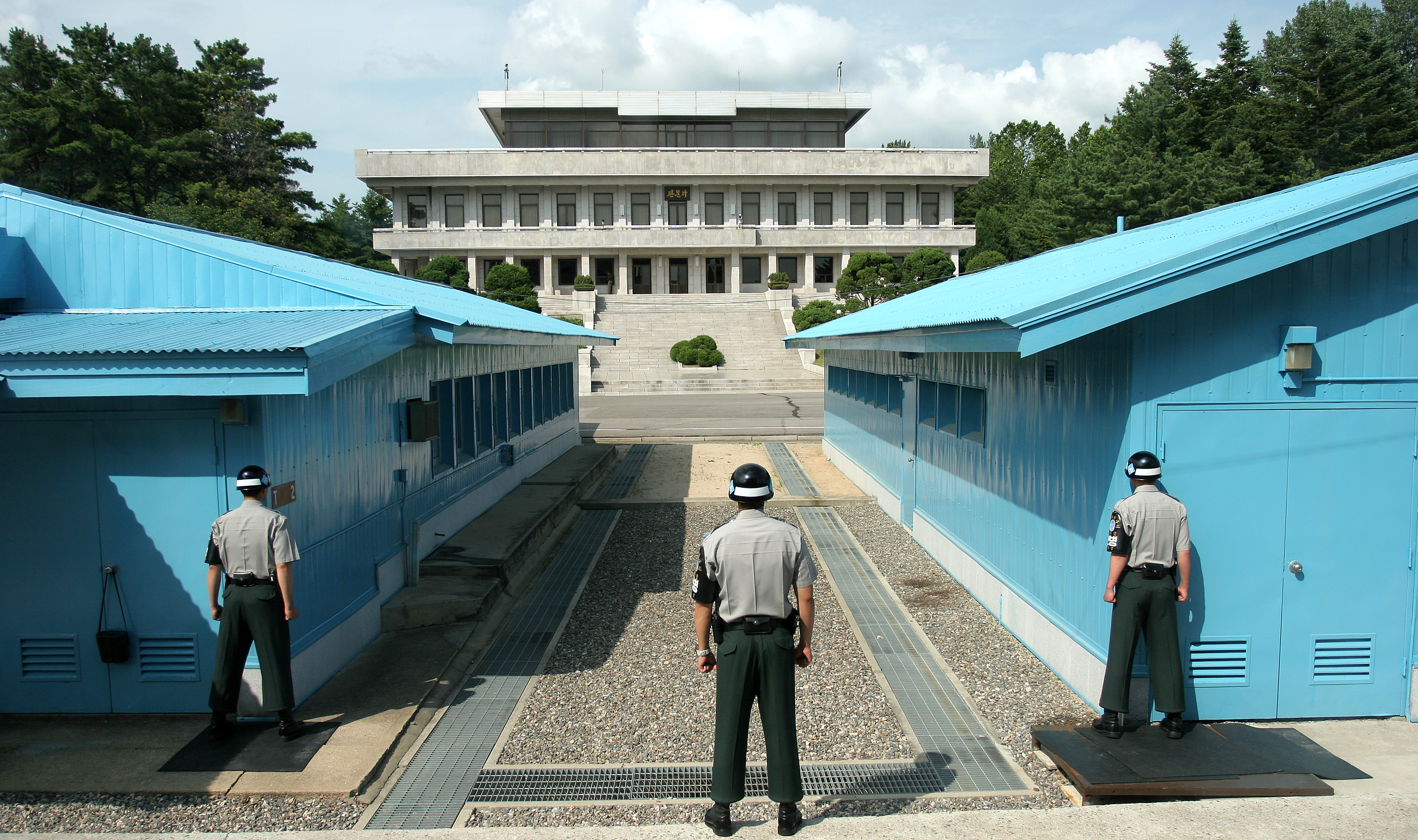
ثلاثة جنود كوريون جنوبيون يراقبون الحدود مع كوريا الشمالية في الجانب الآخر في المنطقة المنزوعة السلاح.
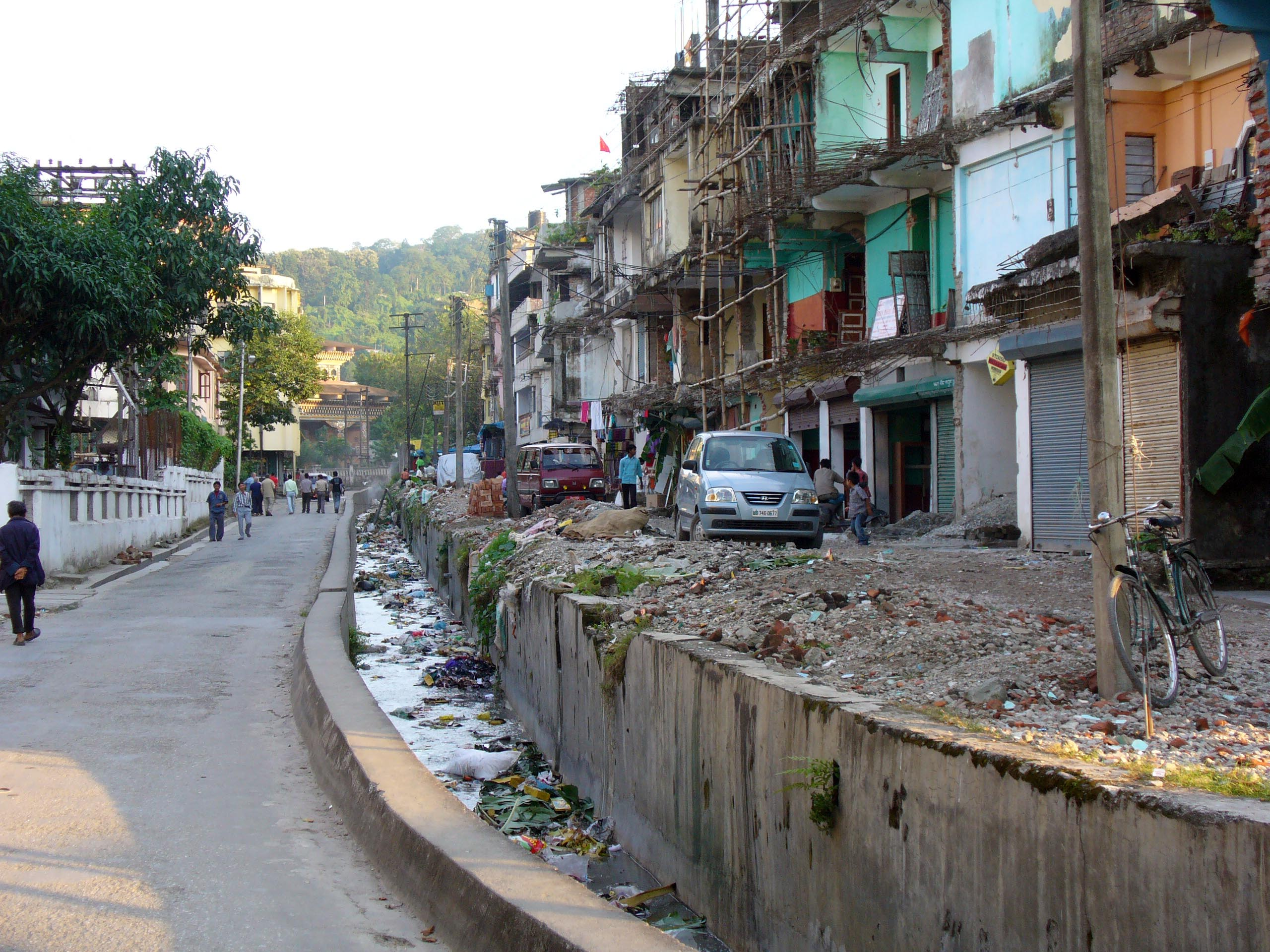
الحدود بين الهند (يميناً) وبوتان (يساراً) عند مدينة بونتشولنغ.
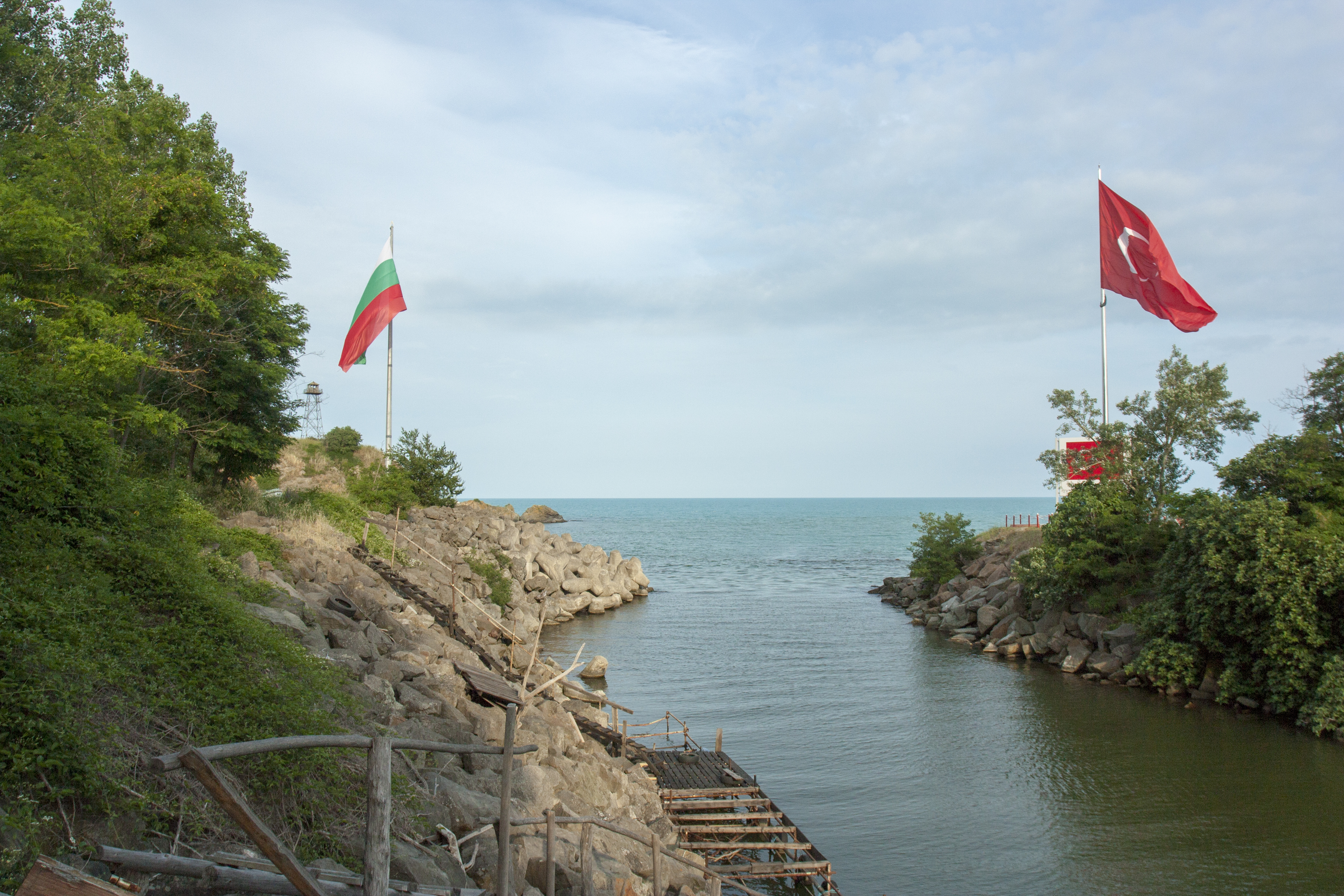
الحدود بين تركيا (يميناً) وبلغاريا (يساراً) على نهر ريزوفو.
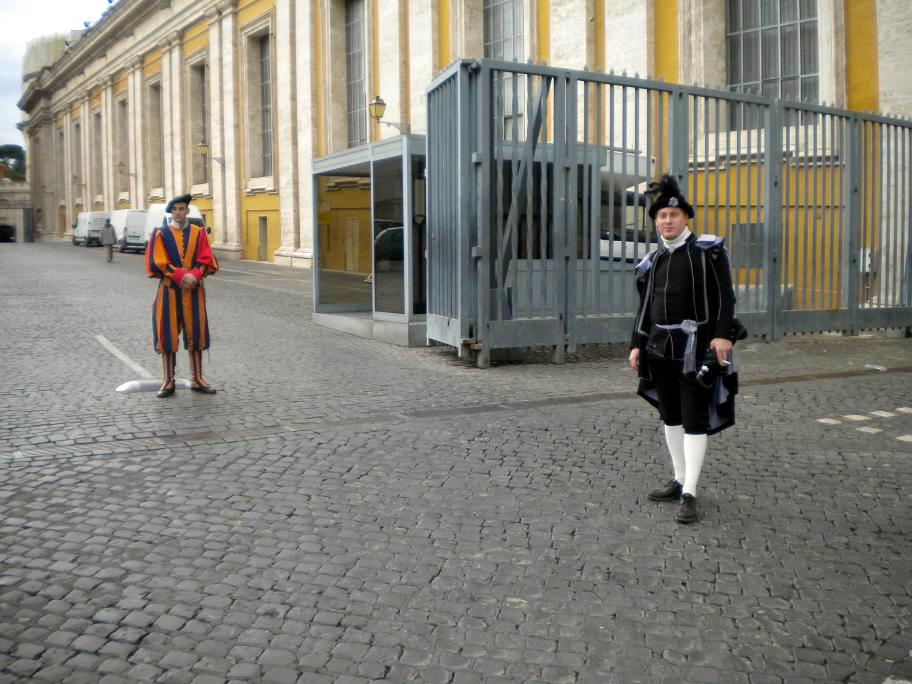
الحرس السويسري على حدود الفاتيكان مع إيطاليا.
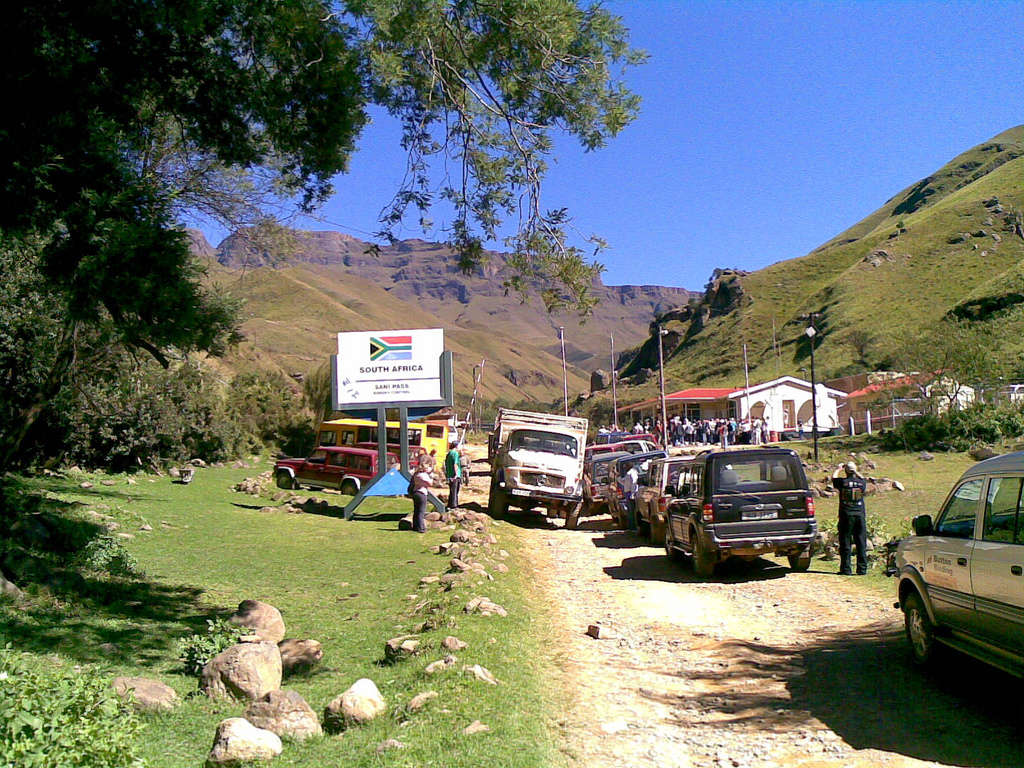
معبر حدودي بين ليسوتو وجنوب أفريقيا.
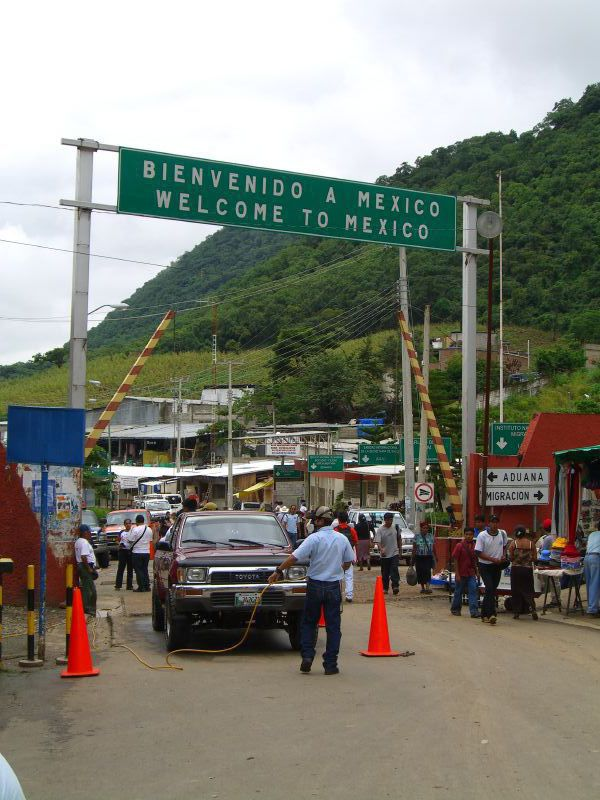
معبر حدودي بين غواتيمالا والمكسيك.
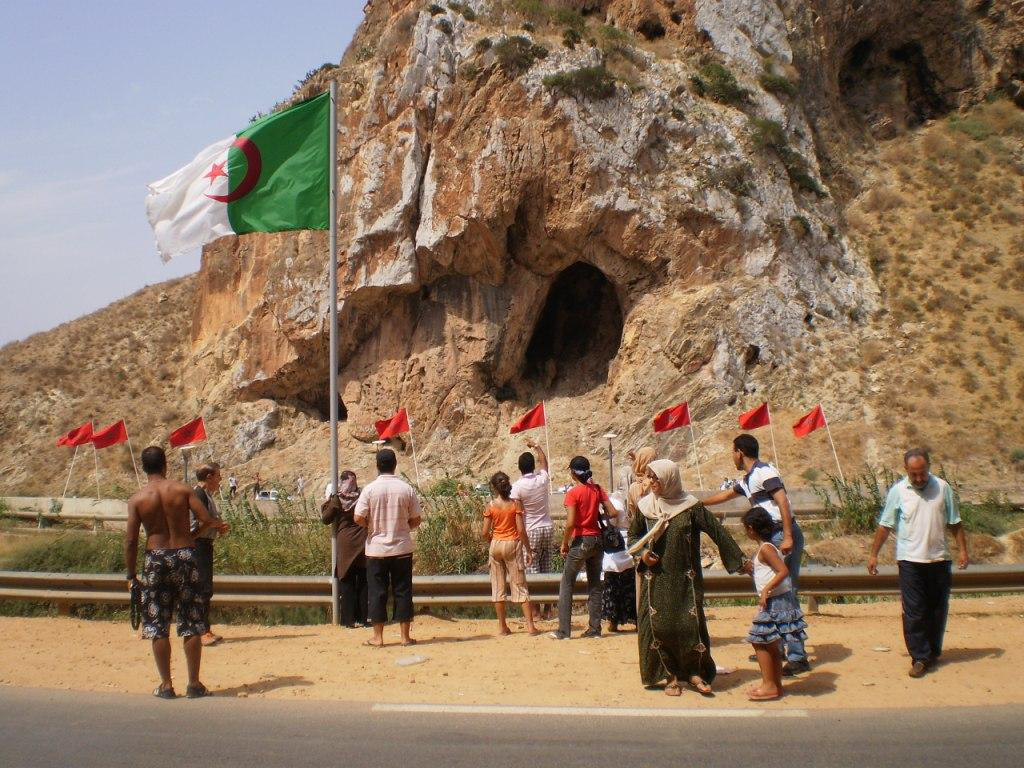
الحدود بين الجزائر والمغرب.
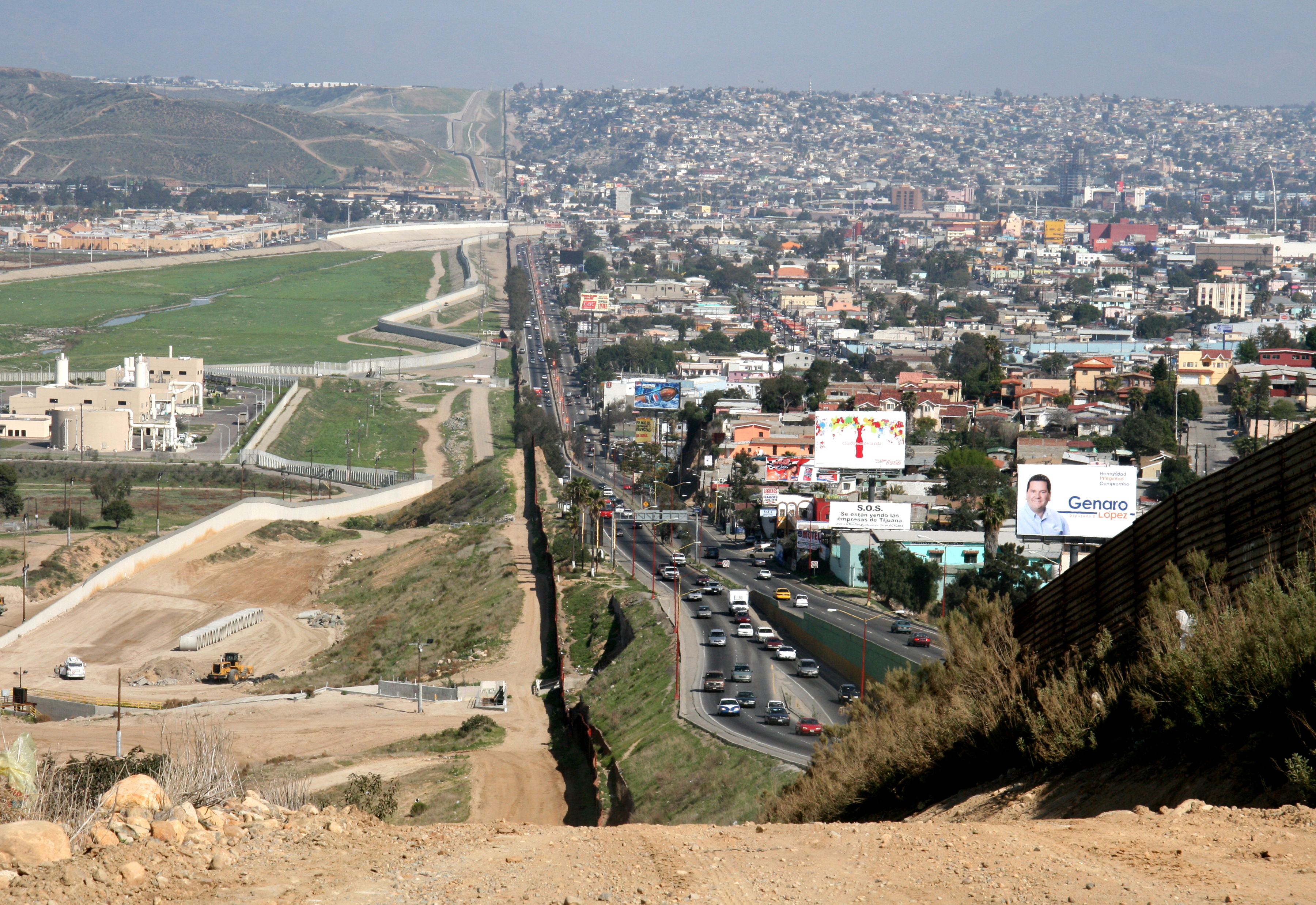
الحدود تظهر في سياج صغير بين تيخوانا بالمكسيك (يمين) والولايات المتحدة.
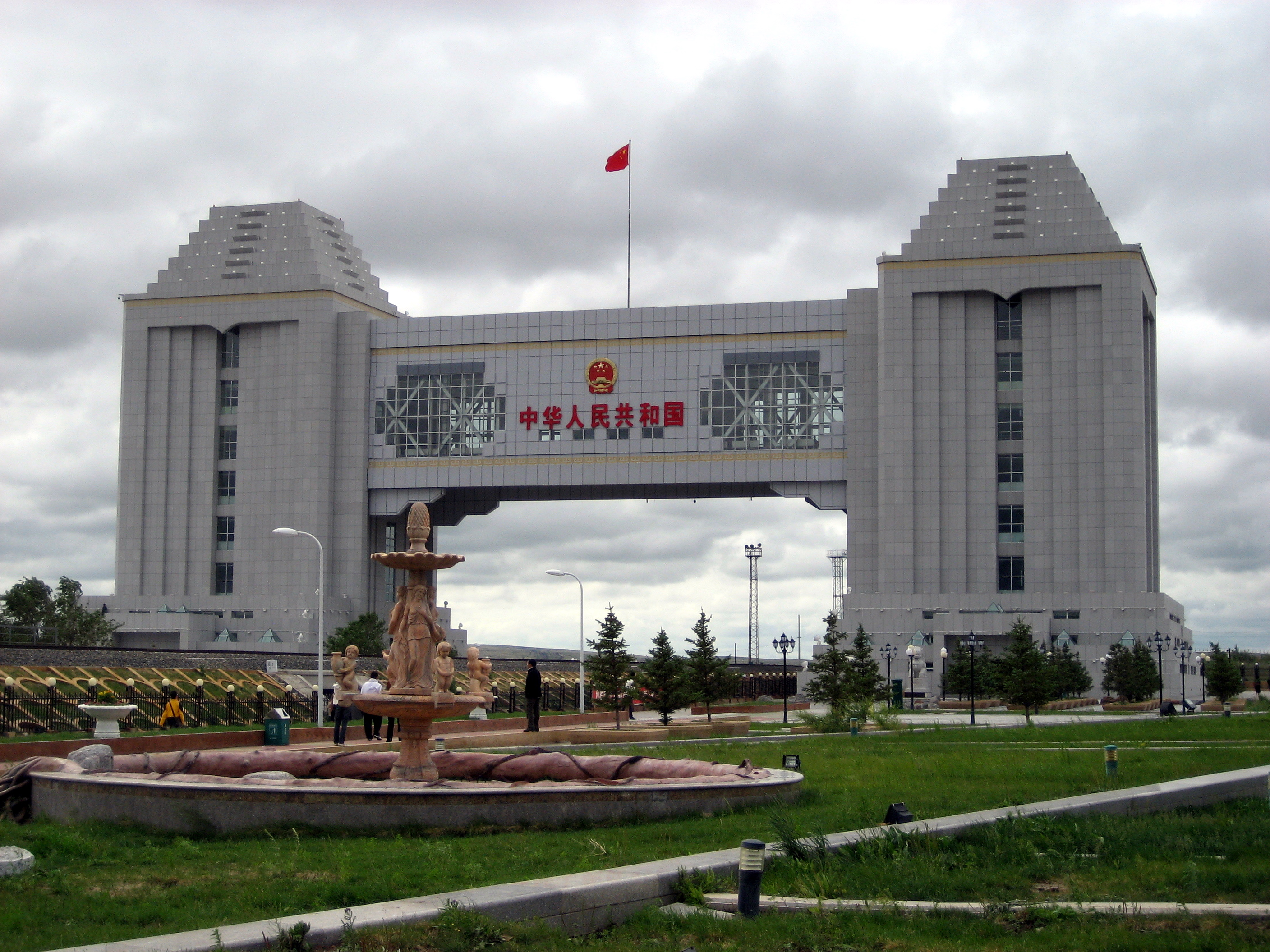
بوابة حدود الصين مع روسيا في مدينة منزولي.
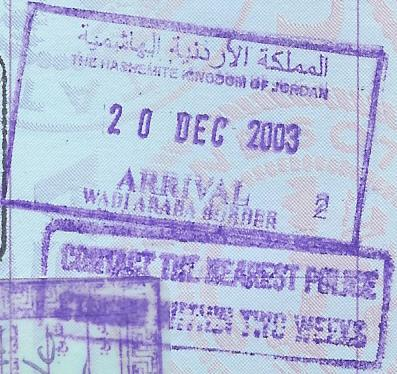
ختم المملكة الأردنية الهاشمية على جواز سفر أمريكي قادماً من معبر وادي عربة الفاصل بين العقبة وإيلات.
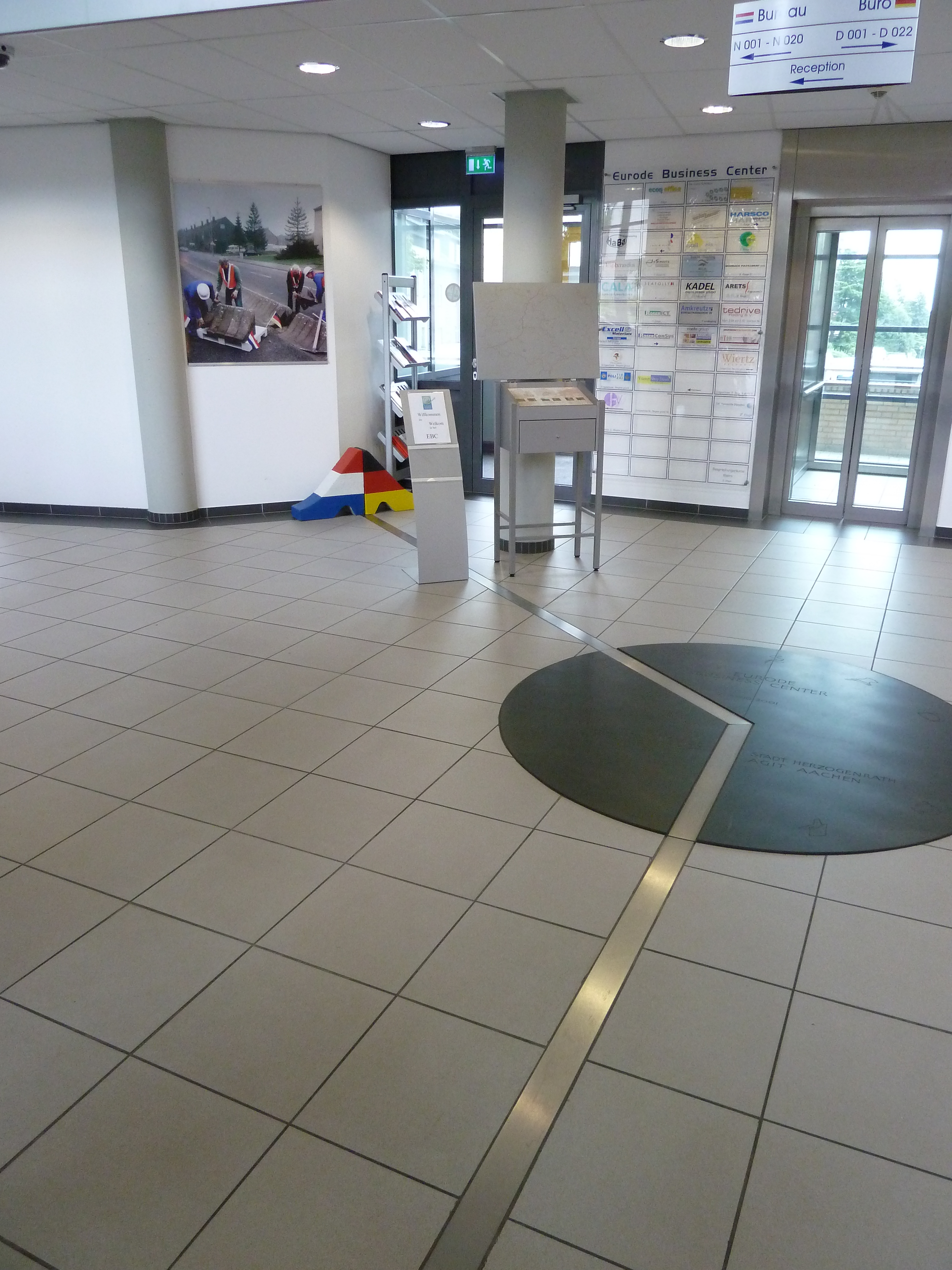
الحدود بين هولندا وألمانيا تظهر كشريط معدني.

### معلومات
1. ↑  على أساس أن مساحة الدائرة = ط نق2، حيث أن مساحة الدائرة تمثل مساحة الدولة، ط ثابت = 7/22. ونق هي نصف قطر الدولة، وطول الحدود النظرية "محيط الدائرة" = 2 ط نق.
وبناءً على ذلك يتم مقارنة طول الحدود النظرية بطولها الفعلي.
2. ↑  يُعد الشكل المربع ثاني أفضل الأشكال مثالية بعد الشكل الدائري بالنسبة للدولة، وخير مثال على ذلك جمهورية مصر العربية. أما أسوأ أشكال الدول هو الشكل الشريطي، وأوضح مثال على ذلك هو الجمهورية التشيلية بأمريكا الجنوبية.
3. ↑  معامل الاحتكاك = الكثافة (ن/كم2) × (الحدود ÷ المساحة).

## وصلات خارجية
- الحدود السياسية. جريدة الوطن، بتاريخ 25 مارس 2010.